# Gryllacris libidinosa
Gryllacris libidinosa är en insektsart som beskrevs av Heinrich Hugo Karny 1931. Gryllacris libidinosa ingår i släktet Gryllacris och familjen Gryllacrididae. Inga underarter finns listade i Catalogue of Life.